# 魏綸 (弘治進士)
魏綸（1467年—？），字時濟，號纯菴，直隶真定府元氏县人，民籍，明朝政治人物。

## 生平
祖父魏鉴，任太平府推官，魏綸自幼随祖父赴任读书。順天府鄉試第十三名舉人。弘治十二年（1499年）中式己未科會試第一百三十六名，三甲第一百三十一名進士。授工部主事，递升虞衡司郎中。时劉瑾欲使附己，魏纶刚正不阿，瑾遂诬以他事，外补淮安府同知。劉瑾败，正德五年（1510年）九月起为山西佥事。政声超卓，未几以疾乞归。嘉靖改元，诏进四品，抚按屡荐皆不起。

## 家族
曾祖魏大贤，義民；祖魏鑑，推官；父舉。母郭氏。具庆下。兄纪、弟绪、绅（阴阳训术）。